# IPCC-rapport 2014
Het IPCC rapport 2014 van de United Nations Intergovernmental Panel on Climate Change is het vijfde rapport in een serie rapporten over de opwarming van de Aarde die sinds 1990 gepubliceerd worden. In het rapport worden de wetenschappelijke, technische en sociaal-economische informatie over klimaatverandering, de effecten van klimaatverandering en adaptatie en mitigatie geëvalueerd.
Op 2 november 2014 werd het samenvattend eindrapport gepubliceerd. Net als bij de voorgaande Assessment Reports kwamen er drie deelrapporten uit waarop het uiteindelijke rapport op gebaseerd is, namelijk eind 2013 en begin 2014. Deze rapporten gaan over de basis uit de exacte wetenschappen, de impact op natuurlijke en sociale systemen, en de mogelijke oplossingen.

## Belangrijkste conclusies
- Het is onbetwist dat de atmosfeer en de oceanen zijn opgewarmd sinds 1950
- Er is een duidelijke menselijke invloed op het klimaat
- Het is waarschijnlijk dat de opwarming van de Aarde 1,5 graden zal overschrijden, onafhankelijk van de gekozen emissiescenario's
- Het is waarschijnlijk dat de temperatuurstijging de 2,0 graden zal overschrijden wanneer men slechts matige of geen actie onderneemt
- De gevolgen van de opwarming op natuurlijke en sociale systemen is nu al waar te nemen
- Hoe langer effectieve mitigatie wordt uitgesteld, hoe duurder het wordt